# Liste der Monuments historiques in Rozay-en-Brie
Die Liste der Monuments historiques in Rozay-en-Brie führt die Monuments historiques in der französischen Gemeinde Rozay-en-Brie auf.

## Liste der Bauwerke
| Bezeichnung       | Beschreibung | Standort | Kennzeichnung | Schutzstatus | Datum | Bild           |
| ----------------- | ------------ | -------- | ------------- | ------------ | ----- | -------------- |
| Kirche Notre-Dame |              | (Lage)   | PA00087258    | Classé       | 1862  | weitere Bilder |
| Porte de Gironde  |              | (Lage)   | PA00087259    | Classé       | 1935  | weitere Bilder |
| Porte de Rome     |              | (Lage)   | PA00087260    | Classé       | 1935  | weitere Bilder |

## Liste der Objekte
Zum Verständnis siehe: Kirchenausstattung
- Monuments historiques (Objekte) in Rozay-en-Brie in der Base Palissy des französischen Kultusministeriums